# BtoB
BtoB (/ˈbiːtuːbiː/ BEE-too-bee; hangul: 비투비; acrônimo para Born to Beat), é um grupo masculino sul-coreano formado pela Cube Entertainment em 2012. O grupo consiste em Eunkwang, Minhyuk, Changsub, Hyunsik, Peniel e Sungjae. Originalmente um grupo de sete membros, Ilhoon deixou o grupo em dezembro de 2020.
O grupo estreou em 21 de março de 2012, apresentando os singles "Insane" e "Imagine" no M Countdown. O extended play de estreia do grupo, Born to Beast, foi lançado em 3 de abril dd 2012. O grupo lançou Complete, seu primeiro álbum de estúdio, em 29 de junho de 2015. Em novembro de 2014, o grupo estreou no Japão com o lançamento do single "Wow", sob o selo da gravadora Kiss Entertainment.
Desde a estreia do grupo em 2012, eles receberam vários prêmios, incluindo o Singer of The Year no KBS Music Festival 2015, o Best Vocal Group Award no 30º Golden Disc Awards e um Ballad Award no 25º Seoul Music Awards.

## História

### Pré-estreia
Cube Entertainment afirmou desde o início que Seo Eunkwang, Lee Minhyuk, Lim Hyunsik, Jung Ilhoon e Lee Minwoo estavam na lista de membros originais que estavam esperando para estrear no grupo de nome "BtoB". Eles primeiramente apareceram na série de comédia da JTBC, I Live in Cheongdam-dong, como uma aspirante banda trabalhando para a sua estreia. No entanto, Lee Minwoo tinha desistido e saiu da lista dos membros confirmados após sua primeira aparição na série e o fato dele não estrear com BtoB chateou muitos os fãs. Em 23 de março de 2012, a Cube Entertainment havia esclarecido que havia problemas com a saúde de Minwoo, resultando sua saída do grupo. No mesmo comunicado, foi informado que ele ainda seria um trainee da gravadora. Se caso se recuperasse, ele ainda teria a chance de estrear. Mais tarde, Minwoo divulgou que iria estrear como um membro da C-Clown, grupo da Yedang Entertainment.

### 2012:Born to Beat, divulgação na Ásia ePress Play
Em 21 de março, o grupo fez sua estréia em um showcase realizado em Seul, Coréia do Sul, que foi transmitido pelo seu canal oficial no YouTube. Eles tocaram sua música título "Insane", "Imagine", e várias outras canções. Em 22 de março, eles fizeram sua estréia oficial no M! Countdown seguido pelo Music Bank, Music Core e Inkigayo. BtoB lançou o extended play de estreia Born to Beat em 3 de abril, com músicas co-escritas por Jörgen Elofsson. Em 3 de maio, eles lançaram o single digital e videoclipe para "Father". Uma edição especial do seu primeiro EP foi lançada em 23 de maio, que continha duas novas músicas: "Father" e "Irresistible Lips", para o qual um videoclipe foi lançado no mesmo dia.

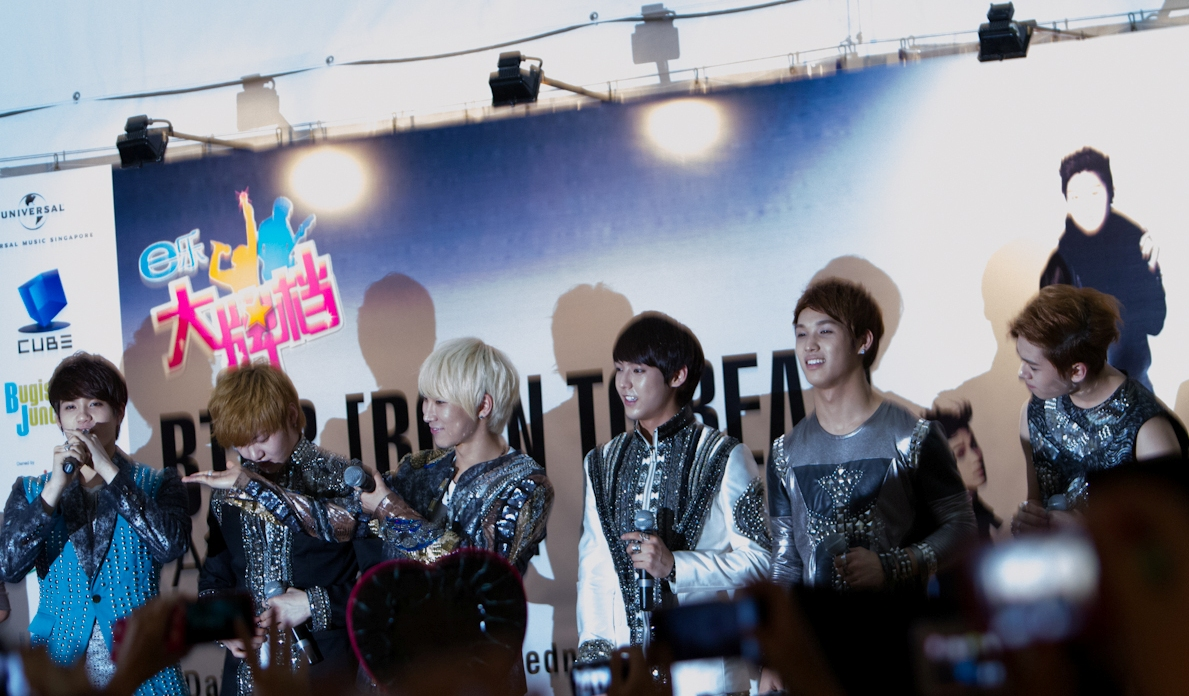
BtoB em Singapura no Bugis Junction em 23 de maio de 2012

O lançamento do álbum Born to Beat: Asia Special Edition marcou o início oficial de suas promoções na Ásia. Eles iniciaram com uma conferência de imprensa em Singapura, juntamente com um evento promocional na Bugis Square que atraiu uma multidão de 800 pessoas. No dia seguinte, eles se apresentaram no Clarke Quay para Music Matters Live 2012, um festival de cinco noites que contou com 40 bandas de 18 países. Um mês depois, eles retomaram suas promoções na Ásia na Indonésia, participando de uma entrevista para a OneTV Asia. Além disso, eles realizaram seu primeiro showcase na Indonésia no Mandarin Oriental Hotel, em Jacarta, em 21 de junho, performando tanto para os fãs como para representantes da mídia. Eles fizeram sua estréia no Japão com uma performance no show K-Dream Live no Tokyo Dome em 29 de julho, ao lado de outros cinco grupos. Além disso, o grupo se apresentou no Sapporo Dome em 1 de agosto para o show K-Pop Nonstop Live 2012 em Sapporo.

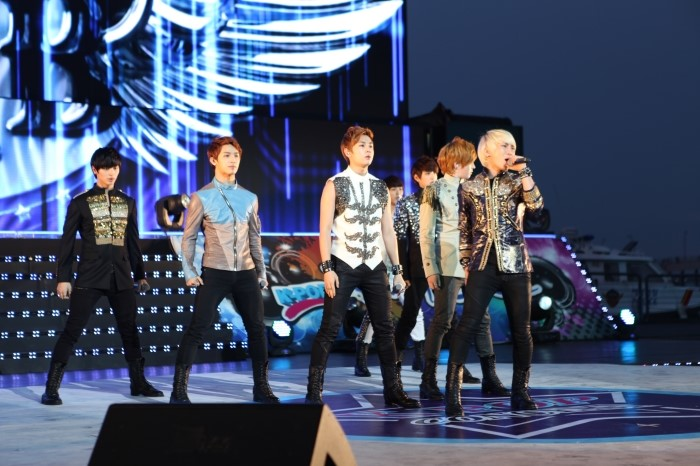
BtoB no Expo 2012 Yeosu em junho de 2012

A partir de 4 de setembro, o Cube Entertainment lançou várias prévias e vídeos para sua música título de retorno, "Wow" de seu segundo EP. Em 11 de setembro de 2012, o grupo lançou o videoclipe de "Wow" e seu segundo EP, Press Play no dia seguinte. Em 18 de outubro, eles começaram a promover "I Only Know Love" como seu segundo single no M! Countdown, seguido por apresentações em outros programas de música. Um videoclipe para a música foi lançado em 22 de outubro, que consistia em uma montagem de imagens das promoções que o grupo realizou ao longo do ano.
Após o fim de suas promoções, o grupo voltou a fazer suas atividades no exterior. Eles começaram em Singapura em 1 de dezembro, fazendo parte das atrações do Sundown Festival 2012, um evento que convidou artistas solos e grupos da Coréia do Sul, China, Hong Kong, Taiwan e Japão. Em 11 de dezembro, o grupo performou como atração de abertura para o Asia Super Showcase 2012 em Kuala Lumpur, na Malásia. O grupo se tornou o primeiro artista coreano a se apresentar no Thai Supermodel Concert no dia 13 de dezembro no Bangkok Convention Center na Tailândia e mais tarde realizou uma conferência de imprensa com cerca de 70 meios de comunicações.

### 2013:2nd ConfessioneThriller
Em 2 de fevereiro de 2013, o grupo participou pela primeira vez da United Cube Concert ao lado de outros artistas da Cube Entertainment. O concerto foi na arena Jamsil Indoor em Seul, e atraiu mais de sete mil fãs, tanto locais e internacionais. Um concerto adicional foi realizado em Yokohoma, no Japão, no qual o grupo fez um cover da música "Feel Your Breeze", da banda V6, juntamente com suas outras músicas na frente de mais de oito mil fãs.
BtoB começou a promover seu single digital, "2nd Confession", em 10 de maio. No mesmo dia, o grupo realizou seu primeiro encontro com fãs em Taiwan para mais de mil fãs. Mais tarde, eles adicionaram mais dois encontros com fãs na Tailândia e Camboja, onde reuniu cerca de dois mil fãs ao todo.
Em 23 de agosto, a Cube Entertainment lançou imagens do conceito para a música "When I Was Your Man". O videoclipe foi lançado alguns dias depois. No dia 4 de setembro, o grupo realizou sua primeira aparição no Show Champion da MBC antes do lançamento de seu terceiro EP, Thriller, que foi lançado em 9 de setembro.

### 2014:Beep Beep,Move, primeiro concerto, estreia japonesa eThe Winter's Tale
Em 16 de fevereiro de 2014, BtoB lançou o videoclipe para "Beep Beep" e seu quarto EP do mesmo nome foi lançado em 17 de fevereiro. "Beep Beep" foi número um nas paradas do Hanteo em tempo real. O EP também conseguiu o topo nas paradas do Bugs e Soribaba. O grupo começou a promover no M! Countdown em 20 de fevereiro.
Em 29 de setembro, BtoB lançou seu quinto EP, Move, juntamente com o single "You're So Fly", bem como o novo logotipo do grupo. A imagem do logotipo tem símbolos em forma de coração que representam os dois B's de BtoB, expressando o amor de BtoB para seus fãs e seu desejo de os presentear com músicas tocantes para seus corações.
BtoB realizou seu primeiro concerto solo na Coréia, Hello Melody, em 31 de outubro e 1 de novembro de 2014 no Olympic Park’s Olympic Hall.

Em outubro, BtoB assinou um contrato com uma agência de talentos japonesa, Kiss Entertainment, para suas atividades no Japão. Em 9 de outubro, a agência do BtoB revelou mais informações sobre a estréia do grupo no Japão: 
O BtoB lançará seu primeiro single japonês, uma versão japonesa do seu grande sucesso 'Wow', em 12 de novembro e começará promoções no mesmo período em Shibuya, na famosa Tower Records. O single também conterá a linda música, "2Nd Confession”. 
Em 22 de dezembro, o grupo lançou um EP especial no inverno, The Winter's Tale, com uma faixa de pré-lançamento "You Can't Cry" e a faixa título "The winter's Tale".

### 2015: Singles japoneses,Complete,I Meane segundo concerto

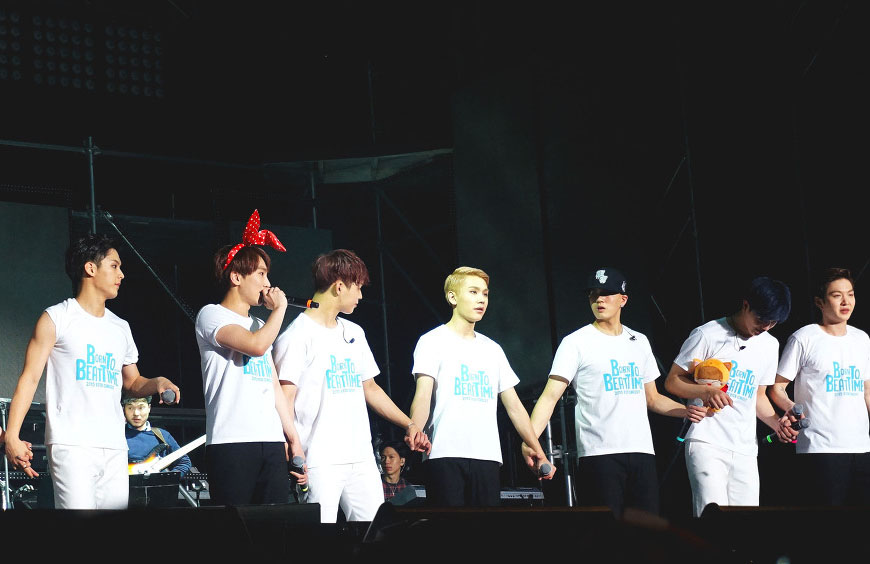
BtoB no Born to Beat Time em dezembro de 2015

No início de fevereiro de 2015, foi anunciado que BtoB estaria lançando seu primeiro single japonês original em 25 de março, intitulado "Future". Em 21 de março, através da Kiss Entertainment, eles lançaram um vídeo promocional curto para a faixa. O single vendeu cerca de setenta mil cópias, e ficou em segundo lugar Oricon Singles Chart do Japão. No mesmo dia, a faixa ficou em primeiro no ranking geral semanal da Tower Records, a maior loja de discos do Japão. Eles continuaram promovendo nas cidades de Osaka, Nagoia e Tóquio através de concertos e vários eventos até 30 de março.
Em meados de junho, Cube Entertainment anunciou que BtoB faria um retorno com seu primeiro álbum completo no final do mês. Em 28 de junho, BtoB realizou uma performance pela primeira vez da sua música título, "It's Okay", na Starcast on Air da Naver. Em 29 de junho, foi lançado seu primeiro álbum de estúdio, Complete, e o videoclipe de "It's Okay". Seu terceiro single japonês, "夏 色 MY GIRL (Summer Color MY GIRL)", foi lançado em 19 de agosto, após a conclusão de suas promoções coreanas.
Em 12 de outubro, BtoB lançou seu sétimo EP, I Mean, e o videoclipe da música título, "Way Back Home". Em 21 de outubro, após 3 anos e 7 meses, BtoB recebeu sua primeira vitória em um programa musical no Show Champion. Em 15 de novembro, eles concluíram suas promoções no Inkigayo.
BtoB realizou seu segundo concerto solo, Born to Beat Time, nos dias 19 e 20 de dezembro no Jangchung Gymnasium em Seul. Os ingressos para o concerto foram vendidos em cinco minutos. Eles tocaram suas canções de sucesso na frente de um total de oito mil fãs, e o show incluía performances especiais de suas unit lines.

### 2016:Dear Bride,Remember That,L.U.V,New Men e 24/7
Em 3 de fevereiro, BtoB lançou uma prévia do seu quarto single japonês, "Dear Bride". O single completo foi lançado em 24 de fevereiro. No mesmo período eles iniciaram a BtoB Zeep Tour no Japão, onde conheceram seus fãs de quatro cidades diferentes, a Nagoia, Tóquio, Fukuoka e Namba.
Em 21 de fevereiro, o grupo realizou seu segundo encontro com fãs onde foi projetado como uma premiação, a BtoB Awards, para 3.500 fãs. O grupo continuou sua programação do concerto bem sucedido, Born to Beat Time: Encore Concert, que foi realizada em 27 e 28 de março na Jamsil Arena para 14 mil fãs. Em 28 de março, BtoB lançou seu oitavo EP, Remember That, com a música título do mesmo nome, como parte de sua trilogia de baladas.
O grupo lançou seu quinto single japonês, "L.U.V", em 15 de junho. Ele estreou no topo do parada semanal da Oricon, vendendo mais de 77 mil cópias na sua primeira semana.
Em 24 de junho, BtoB realizou uma performance em Nova Jérsie, como parte dos convidados da KCON de Nova Iorque. Esta foi a segunda aparição do grupo nos Estados Unidos, tendo participado anteriormente em 2013 na Korean Music Festival em Los Angeles, Califórnia.
Em 6 de agosto, o grupo lançou um single digital especial de verão, "I Want To Vacation", como um presente para os fãs. A canção foi composta e produzida por Jerry.L e Sweetch, com as partes rap escritos por Ilhoon, Minhyuk e Peniel. Foi usado também como canção tema para o programa de TV, Battle Trip da KBS2.
Em 27 de outubro, BtoB anunciou seu retorno com seu nono EP, New Men. "i'll be your man" foi a primeira música título de dança do grupo lançado após dois anos.
Em 7 de dezembro, foi lançado o 1° álbum completo Japonês contendo algumas músicas mais famosas como "Wow" e "Helllo Mello" e a faixa título "Cristmans Time"

### 2017: Feel'em e MOVIE JPN
Em 6 de março, BTOB lança seu Décimo EP Feel'em com a faixa Título "MOVIE". A música foi muito elogiada por todos e durante toda a promoção "MOVIE" e "SOMEDAY" ficaram em 1° e 2° lugar nos charts do Naver, Melon e outros charts musicais. A Promoção com "MOVIE" rendeu um Win no Programa musical "Show Champion".
Em 26 de abril, É lançado mais um EP japonês "MOVIE JPN ver" promovendo por Tokio, Osaka, Nagoia e outras cidades.

### 2018: This is US, This is US concert e Alistamento militar do Eunkwang
Em 18 junho foi lançado o décimo primeiro EP  This is US com a música título "Only one for me". A música ficou em primeiro lugar nos charts da Melon, Mnet e Never.
No dia 10 de agosto houve o BTOB TIME: THIS IS US CONCERT na Arena de ginástica olímpica de seoul com 15.000 pessoas.
Devido a mudança na idade para o alistamento militar na Coréia do Sul, da qual os homens agora devem se alistar até os 28 anos de idade, Eunkwang anunciou no Show que logo iria para o exército, mas assim mesmo, pegou muitos fãs de surpresa.
No Dia 21 de agosto eunkwang se apresenta no batalhão do exército para o alistamento oficial, acompanhado dos membros deu entrevistas e declarou que iria se manter saudável até seu retorno em abril de 2020.

### 2019: Mais membros do BtoB no Exército
Em 14 de Janeiro de 2019, Changsub se alistou no exército.
No dia 07 de Fevereiro de 2019 foi a vez do alistamento militar de Minhyuk.
O BTOB seguiu com quatro membros em 2019: Hyunsik, Peniel, Ilhoon e Sungjae.
Peniel não irá para o exército, já que não nasceu na Coréia.

### 2020 – presente: Serviço militar, BtoB 4U e Saída de Ilhoon
Em 7 de abril, Eunkwang teve alta oficialmente seguindo o protocolo COVID-19.
Em 11 de maio, Hyunsik e Sungjae se alistaram. Ilhoon se alistou em 28 de maio. Changsub teve alta oficialmente em 21 de agosto, seguido por Minhyuk em 12 de setembro. Eles receberam alta mais cedo devido ao protocolo COVID-19 atual.
Em 27 de outubro, Eunkwang, Minhyuk, Changsub e Peniel anunciaram que formaram uma sub-unit chamada BTOB 4U. A sub-unit foi lançada em 16 de novembro.
Em 31 de dezembro, a Cube Entertainment anunciou que Ilhoon deixará o BTOB após ser investigado por uso de maconha. Ilhoon estava sob investigação da Agência de Polícia Metropolitana de Seul por comprar e usar maconha nos últimos 4-5 anos e também foi acusado de violar a Lei de Controle de Narcóticos.

## Integrantes
Em 21 de agosto de 2018, Eunkwang se alistou ao serviço militar. Changsub alistou-se em 14 de janeiro de 2019, enquanto Minhyuk alistou-se em 7 de fevereiro. Hyunsik e Sungjae se alistaram em 11 de maio de 2020. E Ilhoon se alistou alguns dias depois em 28 de maio.
- Eunkwang (hangul: 서은광) nascido Seo Eunkwang em 22 de novembro de 1990 (34 anos) em Seul, Coreia do Sul. É o líder do grupo.
- Minhyuk (hangul: 민혁), nascido Lee Min-hyuk (hangul: 이민혁) em 29 de novembro de 1990 (34 anos) em Seul, Coreia do Sul.
- Changsub (hangul: 창섭), nascido Lee Chang-sub (hangul: 이창섭) em 26 de fevereiro de 1991 (34 anos) em Suwon, Gyeonggi, Coreia do Sul.

- Hyunsik (hangul: 현식), nascido Im Hyun-sik (hangul: 임현식) em 7 de março de 1992 (33 anos) em Seul, Coreia do Sul.
- Peniel (hangul: 프니엘), nascido Peniel Shin (hangul: 프니엘신) em 10 de março de 1993 (32 anos) em Chicago, Ilinois, Estados Unidos. Também atende pelo nome coreano Shin Dong-geun (hangul: 신동근).
- Sungjae (hangul: 성재), nascido Yook Sung-jae (hangul: 육성재) em 2 de maio de 1995 (29 anos) em Yongin, Gyeonggi, Coreia do Sul.Ex-integrante Ilhoon (hangul: 일훈), nascido Jung Il-hoon (hangul: 정일훈) em 4 de outubro de 1994 (30 anos) em Seul, Coreia do Sul

## Discografia
| Álbuns de estúdio - 2015: Complete - 2017: Brother Act. | Álbuns de estúdio - 2016: 24/07 |

## Prêmios e indicações

### Show Champion
Show Champion é um programa de música sul-coreano exibido pela MBC Music. BtoB ganhou seis vezes até hoje, incluindo uma música, "Missing You", que conseguiu um Double Crown.
| Ano  | Data          | Canção            |
| ---- | ------------- | ----------------- |
| 2015 | 21 de Outubro | "Way Back Home"   |
| 2016 | 6 de Abril    | "Remember That"   |
| 2017 | 15 de Março   | "Movie"           |
| 2017 | 25 de Outubro | "Missing You"     |
| 2017 | 1 de Novembro | "Missing You"     |
| 2018 | 27 de Junho   | "Only One For Me" |

### M Countdown
M Countdown é um programa de música sul-coreano transmitido pela Mnet. BtoB ganhou três vezes até hoje, incluindo uma música conseguindo um Double Crown, "Missing You".
| Ano  | Data          | Canção          |
| ---- | ------------- | --------------- |
| 2016 | 7 de Abril    | "Remember That" |
| 2017 | 26 de Outubro | "Missing You"   |
| 2017 | 2 de Novembro | "Missing You"   |

### Music Bank
Music Bank é um programa de música sul-coreano da KBS. BtoB ganhou três vezes no Music Bank com "Remember That," "Missing You" e "Beautiful Pain".
| Ano  | Data           | Canção           |
| ---- | -------------- | ---------------- |
| 2016 | 8 de Abril     | "Remember That"  |
| 2017 | 27 de Outubro  | "Missing You"    |
| 2018 | 23 de Novembro | "Beautiful Pain" |

### Inkigayo
Inkigayo é um programa de música sul-coreano transmitido pela SBS. BtoB ganhou duas vezes no Inkigayo com "Missing You".
| Ano  | Data          | Canção        |
| ---- | ------------- | ------------- |
| 2017 | 29 de Outubro | "Missing You" |
| 2017 | 5 de Novembro | "Missing You" |

### The Show
The Show é um programa de música sul-coreano transmitido pela SBS MTV.
| Ano  | Data       | Canção            |
| ---- | ---------- | ----------------- |
| 2018 | 3 de Julho | "Only One For Me" |